# Ozineus cretatus
Ozineus cretatus là một loài bọ cánh cứng trong họ Cerambycidae.